# ZX BASIC (SDK)
ZX BASIC és un compilador creuat pel llenguatge de programació BASIC. Compila programes en BASIC (en un PC) per ser executats en ordinadors ZX Spectrum o en els seus emuladors. Tradueix programes en BASIC al codi assemblador del processador Z80 del ZX Spectrum. A la vegada, aquest codi resultant és fàcilment portable a altres plataformes Z80 (per exemple Amstrad i MSX). ZX BASIC és un SDK escrit completament en Python. L'SDK s'ha implementat mitjançant l'eina de compilació PLY (Python Lex/Yacc).
La sintaxi de ZX BASIC intenta mantenir la màxima compatibilitat amb la de Sinclair BASIC, però també incorpora funcions noves, la majoria extretes del dialecte FreeBASIC.